# Coptosperma pachyphyllum
Coptosperma pachyphyllum är en måreväxtart som först beskrevs av John Gilbert Baker, och fick sitt nu gällande namn av De Block. Coptosperma pachyphyllum ingår i släktet Coptosperma och familjen måreväxter.
Artens utbredningsområde är Madagaskar. Inga underarter finns listade i Catalogue of Life.